# یواس‌اس دشیل (دی‌دی-۶۵۹)
یواس‌اس دشیل (دی‌دی-۶۵۹) (به انگلیسی: USS Dashiell (DD-659)) یک کشتی بود که طول آن ۳۷۶ فوت ۶ اینچ (۱۱۴٫۷۶ متر) بود. این کشتی در سال ۱۹۴۳ ساخته شد.